# SparkyLinux
SparkyLinux es una distribución de GNU / Linux creada a partir del sistema operativo Debian. El proyecto ofrece un sistema operativo listo para usar con un conjunto de varios escritorios ligeros personalizados para elegir.

## Historia
El proyecto nació en octubre de 2011 como un remix de Ubuntu con Enlightenment como entorno de escritorio llamado ue17r (Ubuntu Enlightenment17 Remix). Después de unos meses de pruebas, el sistema base se cambió a Debian y se renombró a SparkyLinux.

## Características
SparkyLinux se basa en las ramas "estable" y "testing" de Debian, esta última usa el sistema rolling release. Incluye una colección de herramientas y scripts para ayudar a los usuarios con una fácil administración del sistema.
El entorno de escritorio predeterminado es LXQt, pero los usuarios pueden descargar e instalar otras versiones de Sparky con escritorios como Budgie, Enlightenment, JWM, Openbox, KDE, LXDE, MATE o Xfce. También hay una edición CLI (basada en texto) para usuarios avanzados.
SparkyLinux ofrece una edición especial de juegos "GameOver", la cual trae un conjunto de juegos gratuitos de código abierto y algunas herramientas para los mismos.
Otra edición especial de SparkyLinux, Rescue, proporciona un sistema en vivo y una gran cantidad de aplicaciones para recuperar sistemas operativos dañados.
Las ediciones se ofrecen con un conjunto de aplicaciones para uso diario, un gran conjunto de controladores Wifi adicionales y códecs multimedia y complementos.
La mayor parte viene en español, pero aplicaciones como libreoffice hay que instalar el idioma español por medio de synaptic.
A partir de Sparky 4.3 presenta las ediciones "MinimalGUI" y "MinimalCLI" (renombradas "Base Openbox" y "CLI") las cuales proporcionan el instalador avanzado de Sparky que permite a los usuarios instalar el escritorio de su elección.
Como la imagen iso de Sparky presenta algunos paquetes con código propietario, 'Sparky APTus' proporciona una pequeña herramienta llamada 'Non-Free Remove' que puede desinstalar fácilmente todos los paquetes 'contrib' y 'no libres' del sistema.

## Lanzamientos
SparkyLinux es lanzado 3 o 4 veces por año, para ofrecer las últimas versiones de todos los aplicativos.
| Color | Significado              |
| ----- | ------------------------ |
| Rojo  | Fecha de lanzamiento     |
| Verde | Lanzamientos con soporte |
| Azul  | Lanzamientos futuros     |

| Lanzamiento | Nombre         | Fecha      | Notas de la versión |
| ----------- | -------------- | ---------- | ------------------- |
| 1.0         | Venus          | 05-05-2012 | SparkyLinux 1 Final |
| 2.0         | Eris           | 12-10-2012 | SparkyLinux 2.0     |
| 3.0         | Annagerman     | 27-07-2013 | SparkyLinux 3.0     |
| 4.0         | Tyche          | 26-06-2015 | SparkyLinux 4.0     |
| 4.1         | Tyche          | 02-10-2015 | SparkyLinux 4.1     |
| 4.2         | Tyche          | 21-12-2015 | SparkyLinux 4.2     |
| 4.3         | Tyche          | 29-04-2016 | SparkyLinux 4.3     |
| 4.4         | Tyche          | 20-08-2016 | SparkyLinux 4.4     |
| 4.5.2       | Tyche          | 18-12-2016 | SparkyLinux 4.5.2   |
| 4.7         | Tyche          | 19-11-2017 | SparkyLinux 4.7     |
| 4.8         | Tyche          | 13-05-2018 | SparkyLinux 4.8     |
| 5.0         | Nibiru         | 16-07-2017 | SparkyLinux 5.0     |
| 5.1         | Nibiru         | 27.09.2017 | SparkyLinux 5.1     |
| 5.2         | Nibiru         | 20-12-2017 | SparkyLinux 5.2     |
| 5.3         | Nibiru         | 10-03-2018 | SparkyLinux 5.3     |
| 5.4         | Nibiru         | 11-06-2018 | SparkyLinux 5.4     |
| 5.5         | Nibiru         | 19-09-2018 | SparkyLinux 5.5     |
| 5.6         | Nibiru         | 17-12-2018 | SparkyLinux 5.6     |
| 5.7         | Nibiru         | 06-03-2019 | SparkyLinux 5.7     |
| 5.8         | Nibiru         | 17-07-2019 | SparkyLinux 5.8     |
| 5.9         | Nibiru         | 07-10-2019 | SparkyLinux 5.9     |
| 5.10.1      | Nibiru         | 05-02-2020 | SparkyLinux 5.10.1  |
| 5.11        | Nibiru         | 04-04-2020 | SparkyLinux 5.11    |
| 5.12        | Nibiru         | 07-07-2020 | SparkyLinux 5.12    |
| 5.13        | Nibiru         | 05-11-2020 | SparkyLinux 5.13    |
| 5.14        | Nibiru         | 04-02-2021 | SparkyLinux 5.14    |
| 2021.03     | (semi-rolling) | 06-03-2021 | SparkyLinux 2021.03 |
| 6.0         | Po Tolo        | 19-08-2021 | SparkyLinux 6.0     |
| 2021-09     | (semi-rolling) | 19-09-2021 | SparkyLinux 2021.09 |